# Episodi di Blake's 7 (quarta stagione)
La quarta stagione della serie televisiva Blake's 7 è stata trasmessa in anteprima nel Regno Unito dalla BBC1 tra il 28 settembre 1981 e il 21 dicembre 1981.
| nº | Titolo originale | Titolo italiano | Prima TV Regno Unito | Prima TV Italia |
| -- | ---------------- | --------------- | -------------------- | --------------- |
| 1  | Rescue           | inedito         | 28 settembre 1981    | inedito         |
| 2  | Power            | inedito         | 5 ottobre 1981       | inedito         |
| 3  | Traitor          | inedito         | 12 ottobre 1981      | inedito         |
| 4  | Stardrive        | inedito         | 19 ottobre 1981      | inedito         |
| 5  | Animals          | inedito         | 26 ottobre 1981      | inedito         |
| 6  | Headhunter       | inedito         | 2 novembre 1981      | inedito         |
| 7  | Assassin         | inedito         | 9 novembre 1981      | inedito         |
| 8  | Games            | inedito         | 16 novembre 1981     | inedito         |
| 9  | Sand             | inedito         | 23 novembre 1981     | inedito         |
| 10 | Gold             | inedito         | 30 novembre 1981     | inedito         |
| 11 | Orbit            | inedito         | 7 dicembre 1981      | inedito         |
| 12 | Warlord          | inedito         | 14 dicembre 1981     | inedito         |
| 13 | Blake            | inedito         | 21 dicembre 1981     | inedito         |